# بازار قلعه محمود
بازار قلعه محمود اين بنا مربوط به دوره تيموري تا دوره قاجار است و در کرمان، خیابان امام واقع شده و این اثر در تاریخ ۲۵ اردیبهشت ۱۳۸۰ با شمارهٔ ثبت ۳۸۵۸ به‌عنوان یکی از آثار ملی ایران به ثبت رسیده‌است.
اولین بخش از بازار شمالی جنوبی کرمان است كه در جنوبی‌ترین بخش آن واقع شده است و به اولین بخش از این بازار بازار دروازه ریگ آباد يا رق آباد نیز می‌گویند.
بازار قلعه محمود از خیابان امام روبه‌روی تکیه میدان قلعه آغاز می شود و به خیابان احمدی روبه‌روی مسجد قائم محل دروازه ریگ آباد يا رق آباد كه يكي از شش دروازه كرمان بوده است، ختم مي شود.

## نگارخانه

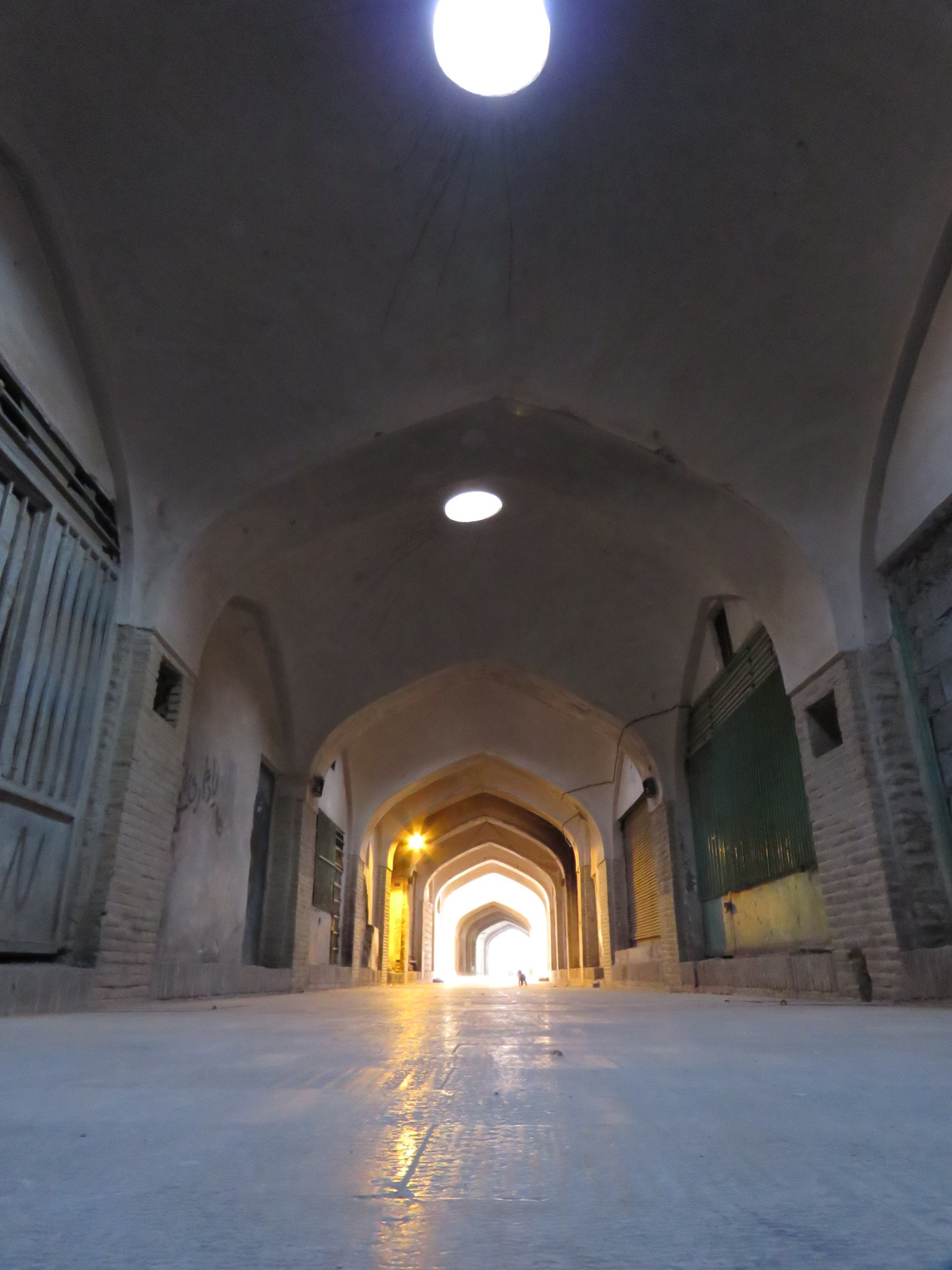
بازار قلعه محمود کرمان
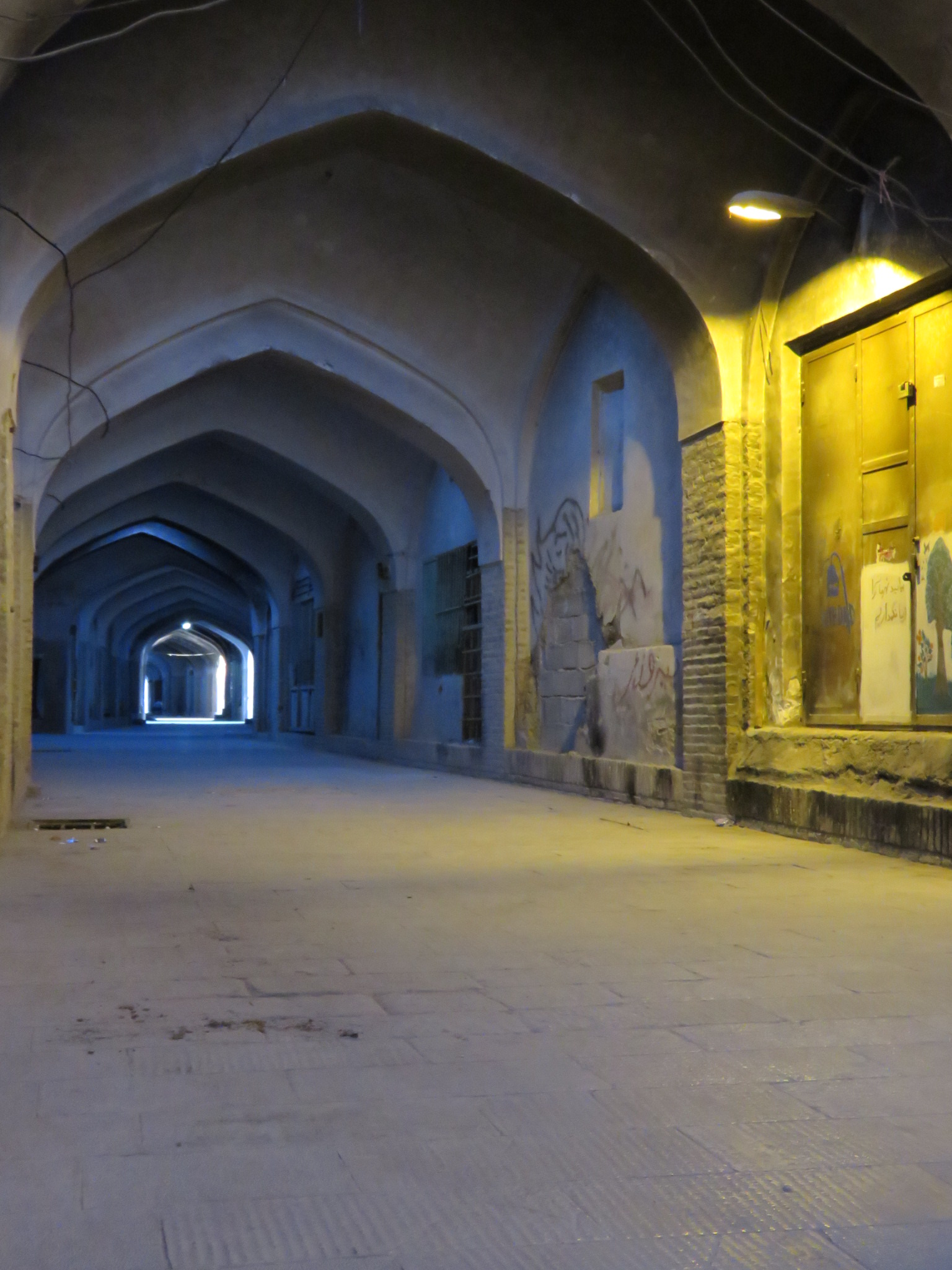
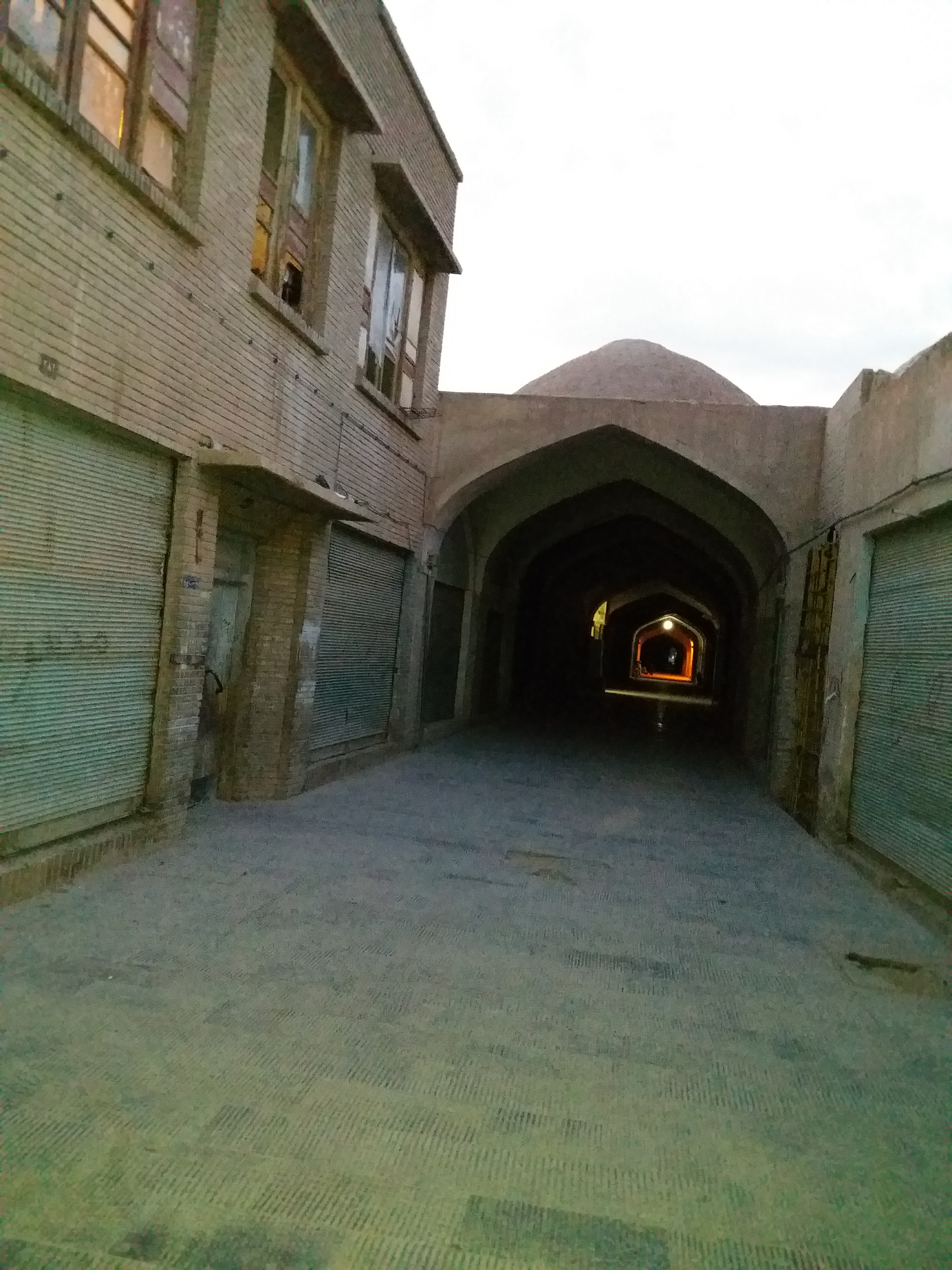
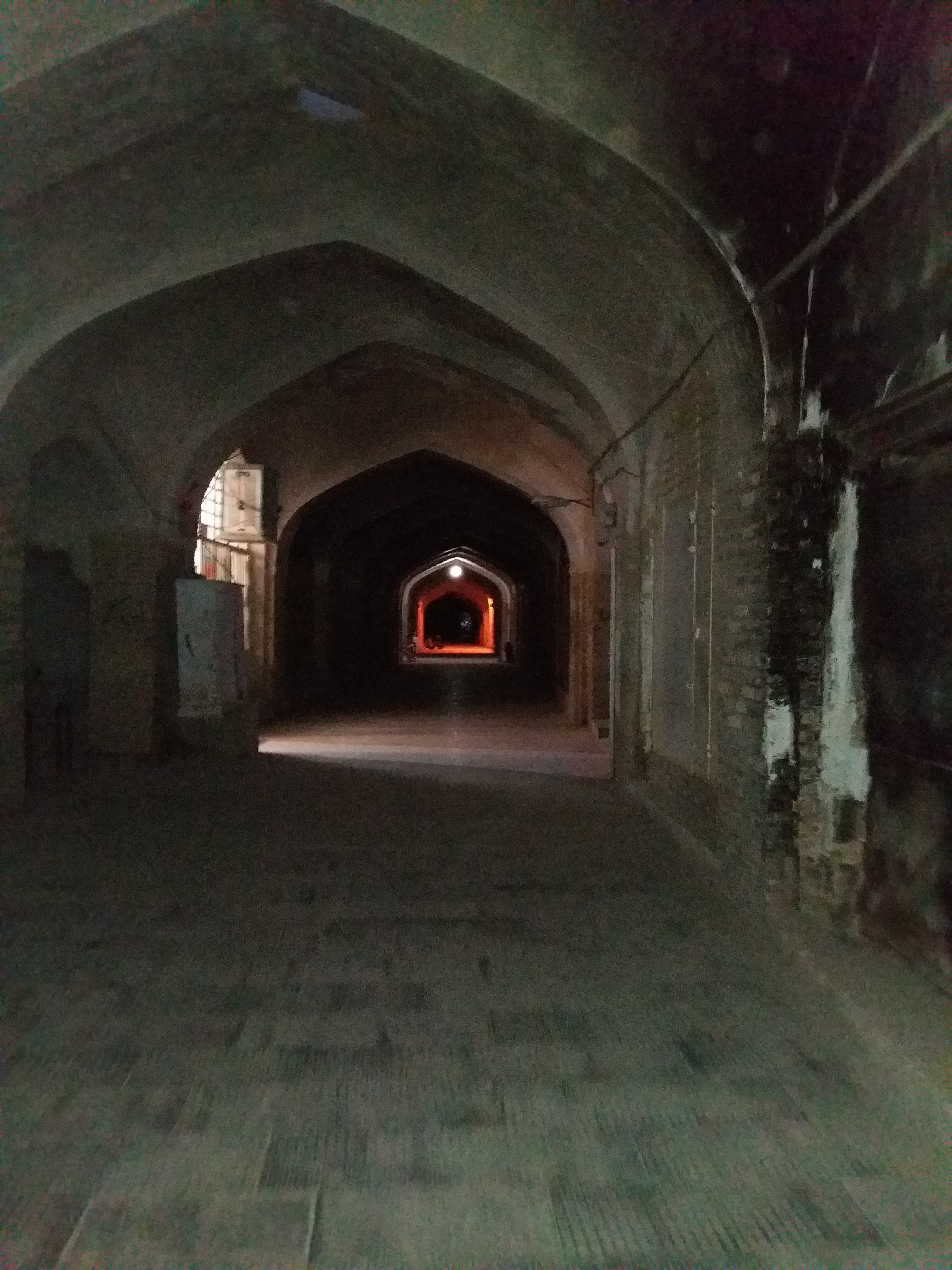
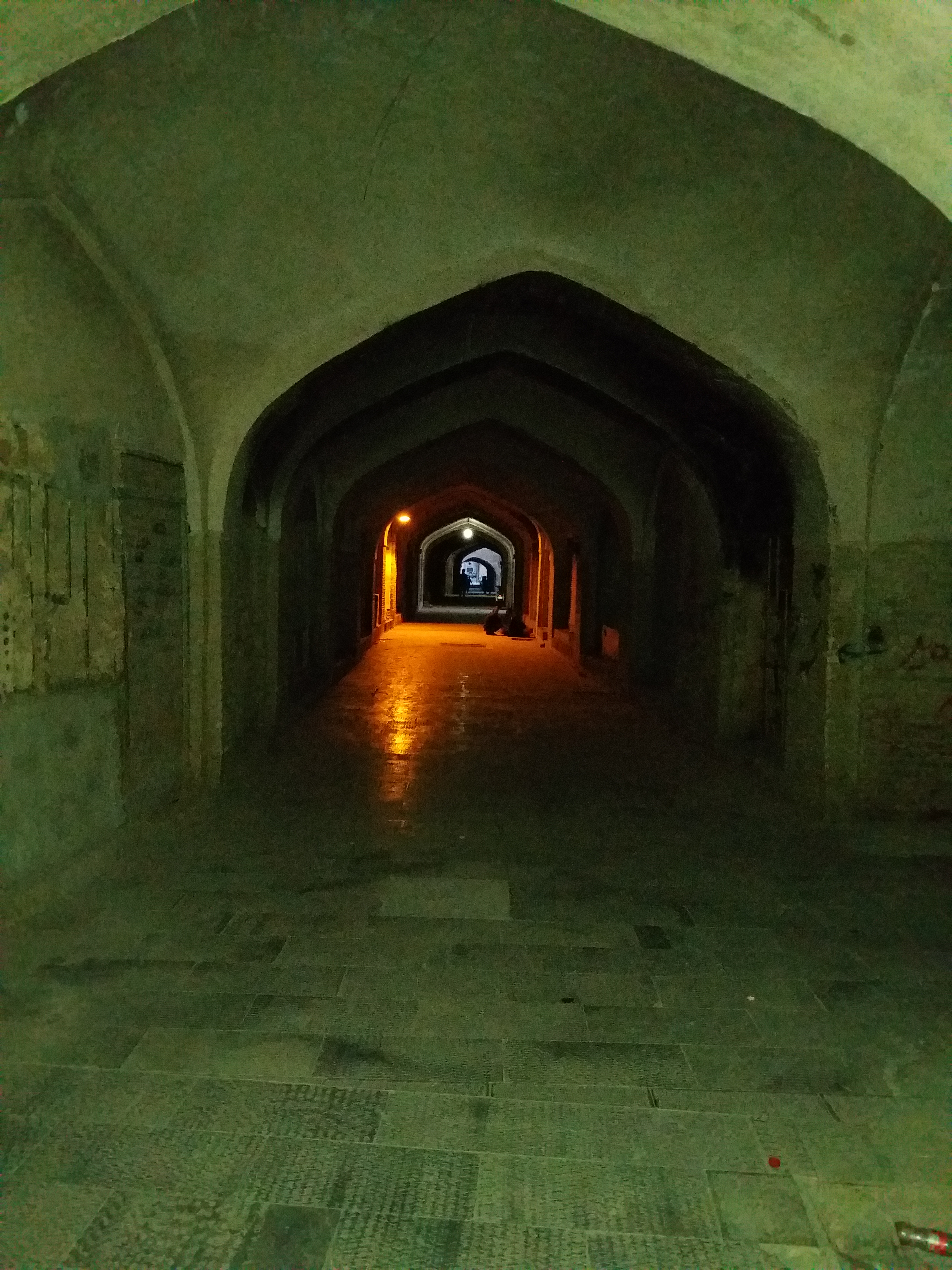